# Orthotylus concolor
Orthotylus concolor är en insektsart som först beskrevs av Carl Ludwig Kirschbaum 1856.  Orthotylus concolor ingår i släktet Orthotylus, och familjen ängsskinnbaggar. Enligt den svenska rödlistan är arten nära hotad i Sverige. Arten förekommer i Götaland, Gotland och Öland. Artens livsmiljö är jordbrukslandskap, stadsmiljö.